# Димитър Перчемлиев
Димитър Перчемлиев е бивш български футболист, дефанзивен полузащитник.
Роден е на 19 май 1974 г. в село Кайнарджа, Силистренско. Висок е 186 см и тежи 75 кг. Играл е за Доростол и Левски (Главиница).

## Статистика по сезони
- Доростол – 1992/93 – Б група, 6 мача/1 гол
- Доростол – 1993/94 – Б група, 19/4
- Доростол – 1994/95 – Б група, 30/7
- Доростол – 1995/96 – В група, 27/5
- Доростол – 1996/97 – В група, 29/6
- Доростол – 1997/98 – В група, 31/8
- Доростол – 1998/99 – В група, 28/9
- Доростол – 1999/00 – В група, 34/11
- Доростол – 2000/ес. - Б група, 14/2
- Левски (Гл) – 2001/02 – В група, 17/3
- Левски (Гл) – 2002/03 – В група, 28/6
- Доростол – 2003/04 – В група, 27/8
- Доростол – 2004/ес. - Б група, 1/0
- Левски (Гл) – 2004/ес. - В група, 4/0
- Доростол – 2005/06 – В група, 26/7